# L'Épopée canadienne
L'Épopée canadienne est la sixième série de billets de banque en dollars canadiens émise par la Banque du Canada à partir de 2001. 
Cette série vise particulièrement à améliorer la sécurité des billets de banque à l'heure où les innovations technologiques grand public sont largement à la portée des faussaires : fils métalliques, hologrammes, images en filigrane, encre en relief et éléments ultraviolets font partie des dispositifs de sécurité,.

## Billets
| Valeur | Couleur | Recto                       | Verso | Emission          | Retrait          |
| ------ | ------- | --------------------------- | --- | ----------------- | ---------------- |
| 5 $    | Bleu    | Wilfrid Laurier             | Enfants qui jouent au hockey, toboggan et skate, extrait de Une abominable feuille d'érable sur la glace de Roch Carrier  | 27 mars 2002      | 15 novembre 2006 |
| 5 $    | Bleu    | Wilfrid Laurier             | Enfants qui jouent au hockey, toboggan et skate, extrait de Une abominable feuille d'érable sur la glace de Roch Carrier  | 15 novembre 2006  | 7 novembre 2013  |
| 10 $   | Violet  | John A. Macdonald           | Forces de maintien de la paix et mémorial de guerre, champ de coquelicots et extrait de In Flanders Fields de John McCrae | 17 janvier 2001   | 18 mai 2005      |
| 10 $   | Violet  | John A. Macdonald           | Forces de maintien de la paix et mémorial de guerre, champ de coquelicots et extrait de In Flanders Fields de John McCrae | 18 mai 2005       | 7 novembre 2013  |
| 20 $   | Vert    | Élisabeth II                | Oeuvre de Bill Reid et extrait du roman La Montagne secrète de Gabrielle Roy                                              | 29 septembre 2004 | 7 novembre 2012  |
| 50 $   | Rouge   | William Lyon Mackenzie King | Les Célèbres cinq et Thérèse Casgrain; avec un citation de la Déclaration universelle des droits de l'homme               | 17 novembre 2004  | 26 mars 2012     |
| 100 $  | Marron  | Robert Borden               | Cartes du Canada et extrait du poème de Miriam Waddington : « Jacques Cartier à Toronto »                                 | 17 mars 2004      | 14 novembre 2011 |